# Alcázar

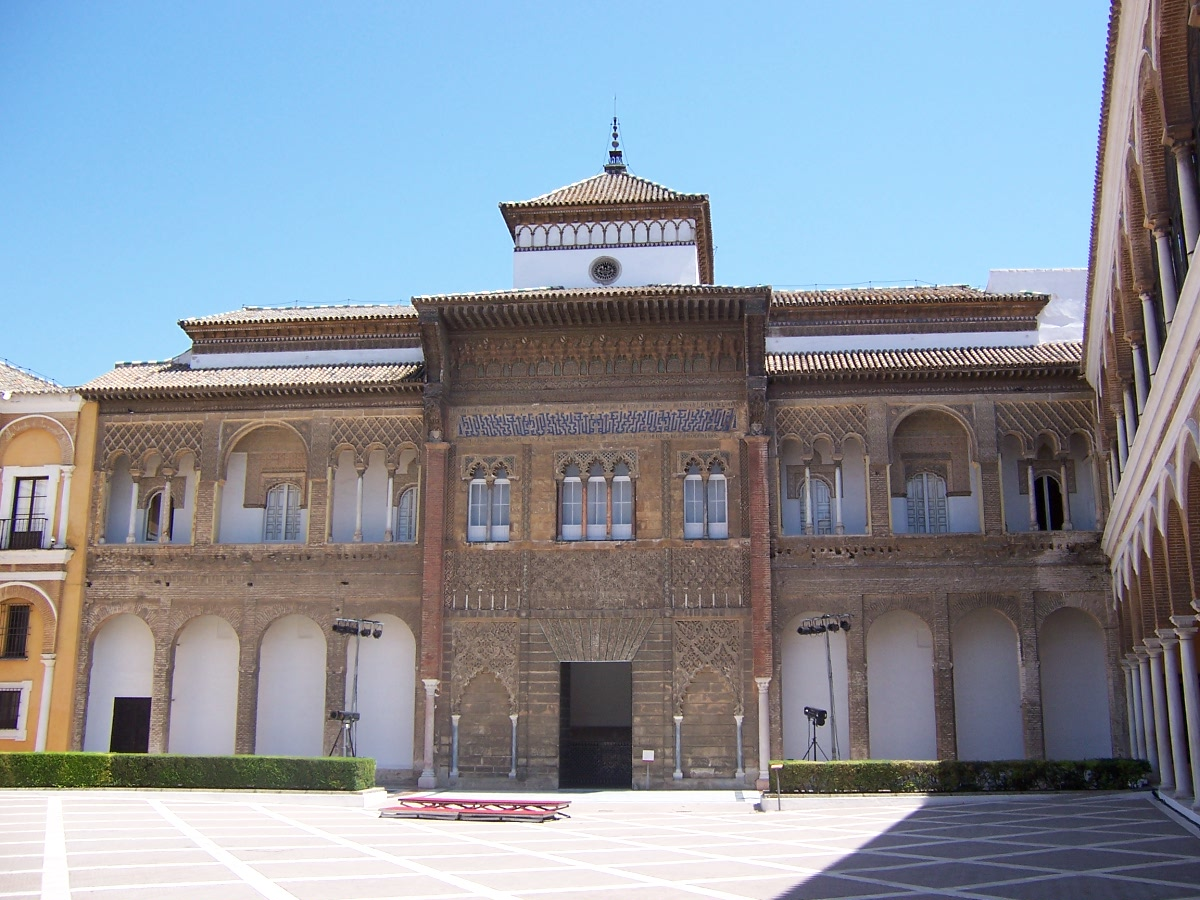
Alcázar de Sevilla

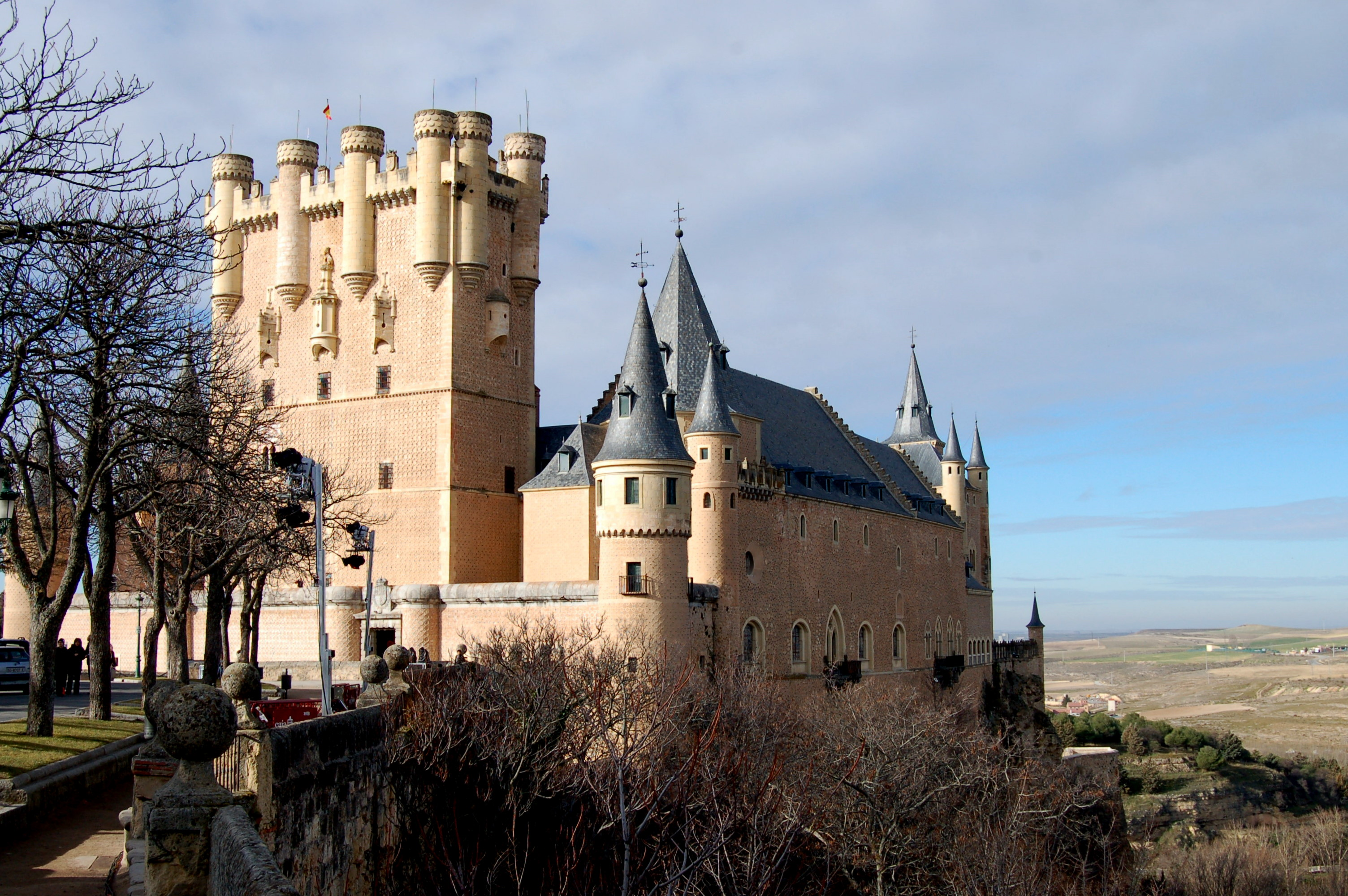
Alcázar de Segovia

Alcázar är benämningen på de medeltida fort eller slott i Spanien som byggdes under morernas belägring. Benämningen kommer från det arabiska ordet al-qasr, som betyder "slott" eller "fort".
Till sin form är alcázarer vanligtvis rektangulära med lätt försvarbara murar och massiva hörntorn. På insidan finns en stor öppen plats omgiven av kapell, salonger, sjukhus och ibland trädgårdar. Alcázarer byggdes bland annat i Segovia och Toledo på 1300-talet. Mest berömd är Alcázaren i Sevilla som byggdes 1364.